# Bonani
Bonani er en indisk film fra 1990 af Jahnu Barua.

## Medvirkende
- Mridula Baruah
- Sushil Goswami
- Bishnu Kharghoria
- Golap Dutta
- Lakshmi Sinha
- Munin Sharma
- Jyoti Bhattacharya
- Shasanka Sebo Phukan